# Vasaloppet
La Vasaloppet est une course annuelle de ski de fond se déroulant en Suède sur un parcours d'environ 90 km entre Sälen, sur le territoire de la commune de Malung-Sälen et Mora avec un style classique obligatoire.
La course se tient le premier dimanche de mars et près de 15 000 skieurs prennent le départ en 10 vagues simultanées. Les plus rapides termineront la course en quatre heures tandis que les derniers arriveront après plus de douze heures de course. Tout au long du parcours, le public se masse, des activités sont organisées et les coureurs ravitaillés par une armée de bénévoles. Un des symboles de cette course est la soupe de myrtilles, qui est distribuée aux différents points de contrôle.
Autour de cette grande course de masse, les Suédois ont mis en place une semaine de compétition offrant la possibilité aux concurrents de tous niveaux de se mesurer sur des distances plus courtes.
Depuis sa création en 1922, la Vasaloppet n'a été annulée que trois fois. Chaque année, de la neige artificielle est produite et stockée afin de suppléer un éventuel manque de neige. Cette neige est ensuite stockée pendant l'été et réutilisée pour la première compétition de la saison suédoise à Mora au mois d'octobre.

## Histoire
L'idée de cette course émane d'Anders Pers (sv), homme politique et rédacteur en chef du Vestmanlands Läns Tidning (en). Dans un article publié dans ce journal le 10 février 1922, il propose de commémorer un épisode fameux de la vie du roi Gustave Vasa, qui en 1521 interrompit sa fuite vers la Norvège à Sälen pour revenir à Mora après avoir obtenu le soutien des habitants de Dalécarlie.
L'appel du journaliste est repris par la presse nationale dès le lendemain et le pays entier s'enthousiasme alors pour cette idée. Cinq semaines plus tard, la première édition était déjà courue. Le 22 mars 1922, 119 skieurs participent à ce qui était alors la plus longue et la plus difficile course de ski de fond du monde.
Vasaloppet signifie en suédois course de Vasa.

## Records
Le record de cette épreuve est détenu par le Norvégien Tord Asle Gjerdalen en 3 h 28 min 18 s et la Suédoise Lina Korsgren chez les femmes en 3 h 52 min 8 s.
Le record français est détenu par Alexis Jeannerod, lors de l'épreuve 2021, en 3 h 32 min 36 s.
Le record français du nombre de courses courues est tenu par Boris Petroff avec 33 années de Vasaloppet terminées en 2021 et un record personnel de 5 h 43 réalisé à 71 ans.